# Lambula errata
Lambula errata är en fjärilsart som beskrevs av Van Eecke 1927. Lambula errata ingår i släktet Lambula och familjen björnspinnare. Inga underarter finns listade i Catalogue of Life.